# Innertropische Konvergenzzone

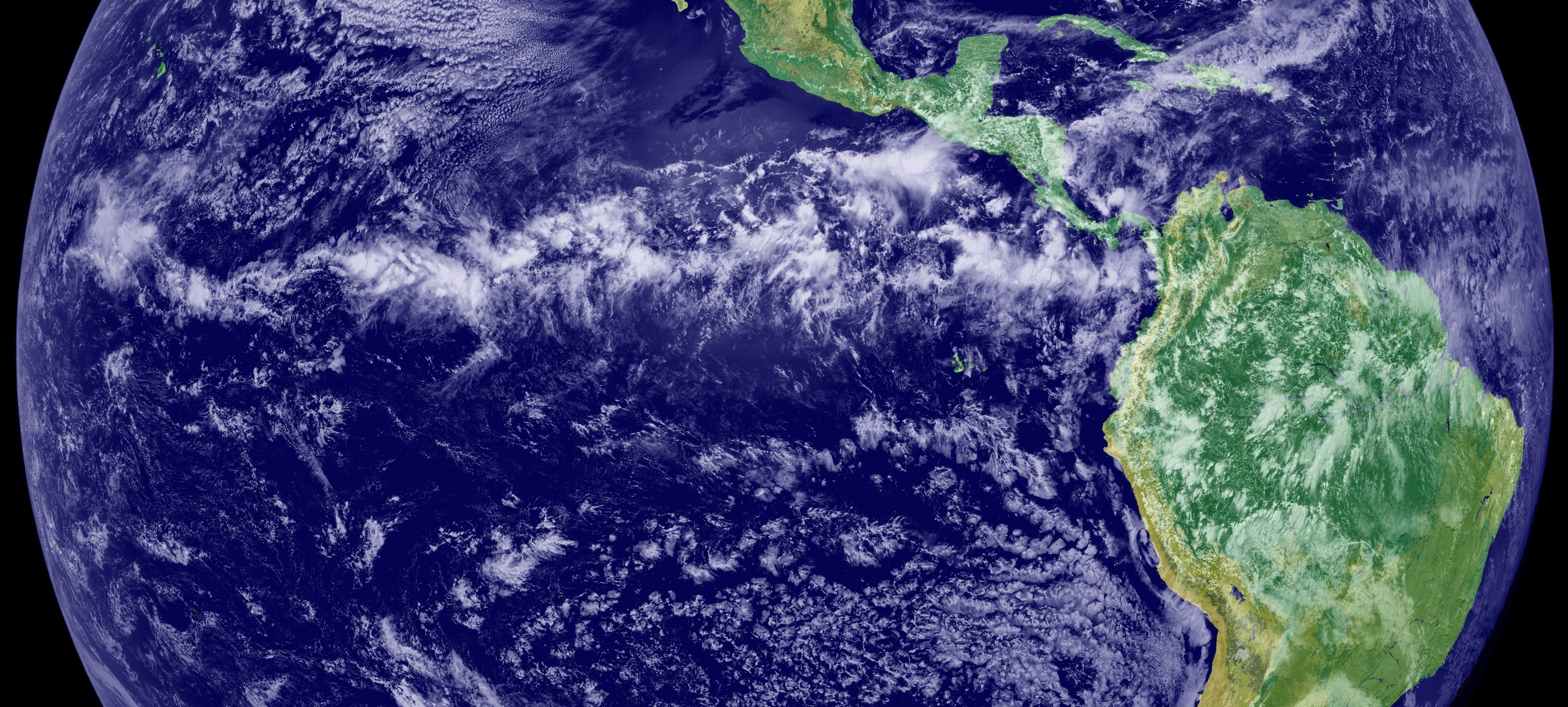
Das durch die ITC entstehende Wolkenband liegt im Sommer der Nordhalbkugel über Mittelamerika, wo jetzt Zenitalregen fallen. Über dem Amazonasgebiet sind Wolkenfelder zu sehen, die durch die Verdunstung über dem tropischen Regenwald entstehen, wo unabhängig vom Zenit der Sonne durch eine sekundäre innertropische Konvergenz Tropenregen fallen.

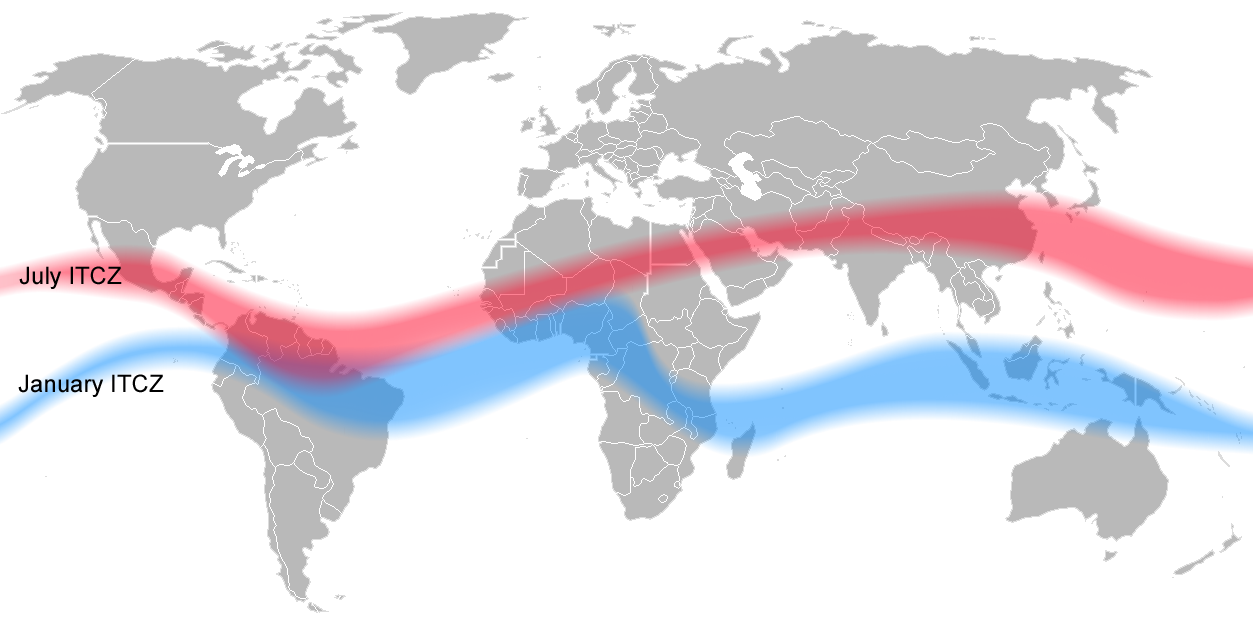
Die Lage der innertropischen Konvergenzzone im Juli (rot) und im Januar (blau)

Die innertropische oder intertropische Konvergenzzone (ITC für Inter Tropic Convergence oder ITCZ für Inter-Tropical Convergence Zone), auch Kalmengürtel, äquatoriale Tiefdruckrinne und im Atlantik Doldrums genannt, ist eine wenige hundert Kilometer breite Tiefdruckrinne in Äquatornähe im Bereich der von Norden und Süden aufeinandertreffenden Passatwinde. Sie ist durch Konvektionserscheinungen und durch eine – in der Regel – starke Quellbewölkung gekennzeichnet. Das bedeutet, dass die generelle Windstille in diesem Teil der Ozeane mehrfach am Tag durch Platzregen und Gewitter mit stürmischen und stark drehenden Böen unterbrochen wird. Über Land hängt die Heftigkeit der Unwetter von der örtlichen Luftfeuchtigkeit ab.

## Entstehung

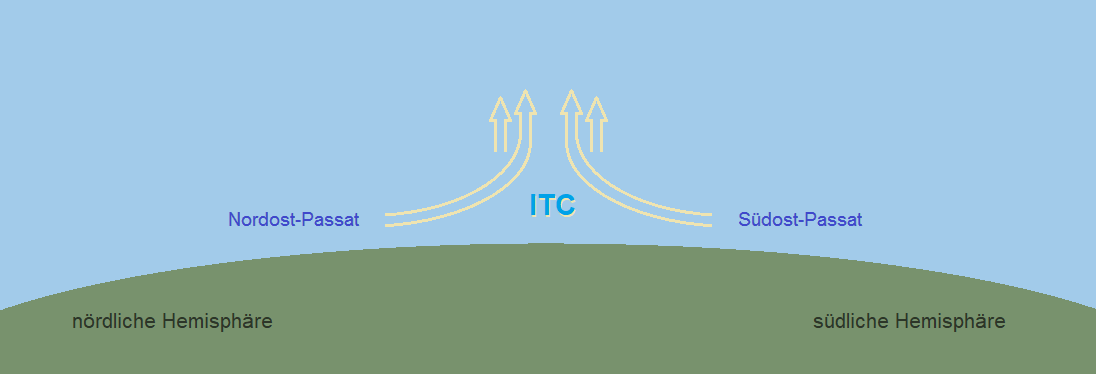
Die Innertropische Konvergenz

Verlagerung der Höhe der globalen Niederschläge über den Landmassen im Jahresverlauf (mm pro Tag)

Die ITC entsteht in den Tropen, wo der Zenitstand der Sonne zwischen dem nördlichen und dem südlichen Wendekreis wandert. Die Sonneneinstrahlung ist in den Tropen durch den steilen Einstrahlungswinkel generell sehr hoch. Dort wo die Sonne gerade im Zenit steht, ist die Einstrahlung jedoch am höchsten. Hier wird die Erdoberfläche bzw. Wasseroberfläche am stärksten erwärmt. Erwärmte Oberflächen geben die Energie als Strahlungswärme an die Luft ab. Dadurch dehnen sich die Luftmassen aus (Wärmeausdehnung), werden dabei leichter und steigen auf. Durch den vertikalen Aufstieg entsteht in Bodennähe ein „Sog“, ein Gebiet mit geringerem „tieferem“ Luftdruck. Daher spricht man von einem Hitzetief (T). Dort, wo der Zenitstand sich gerade befindet, wird mit einer Zeitverzögerung von 3 bis 4 Wochen aufgrund der relativ stärksten Erwärmung ein ausgedehntes Hitzetief (i. w. S.) ausgebildet und zwar nahezu breitenkreisparallel um die ganze Erde herum. Das ist die äquatoriale Tiefdruckrinne, oberhalb derer man auf Satellitenbildern das Wolkenband der ITC erkennen kann.
Die erwärmte Luft steigt aufgrund ihrer geringeren Dichte auf (Konvektion). Aufgrund des mit zunehmender Höhe abnehmenden Luftdrucks dehnt sie sich hierbei adiabatisch aus und kühlt dabei ab. Mit der Unterschreitung der Taupunkttemperatur bilden sich infolge der dabei sinkenden Wasserdampfkapazität der Luft und der meist hohen Luftfeuchtigkeit hochreichende und massive Wolkenformationen. Stark ausgeprägte Zenitalniederschläge sind die Folge. Bei der Kondensation in der Höhe wird die eingespeicherte Energie wieder freigesetzt, die der Luft unten bei der Verdunstung durch Strahlungswärme zugeführt wurde. Da beim Verdunstungsvorgang Wärmeenergie in die Veränderung des Aggregatzustandes investiert wird (siehe Verdunstungskälte) und die Luft sich deshalb nicht so stark erwärmt, wie sie sich ohne Aufnahme von Wasserdampf erwärmen würde, spricht man bei der in wasserdampfgesättigter Luft enthaltenen und mit dem Thermometer nicht messbaren Energie von „Verdampfungsenthalpie“.

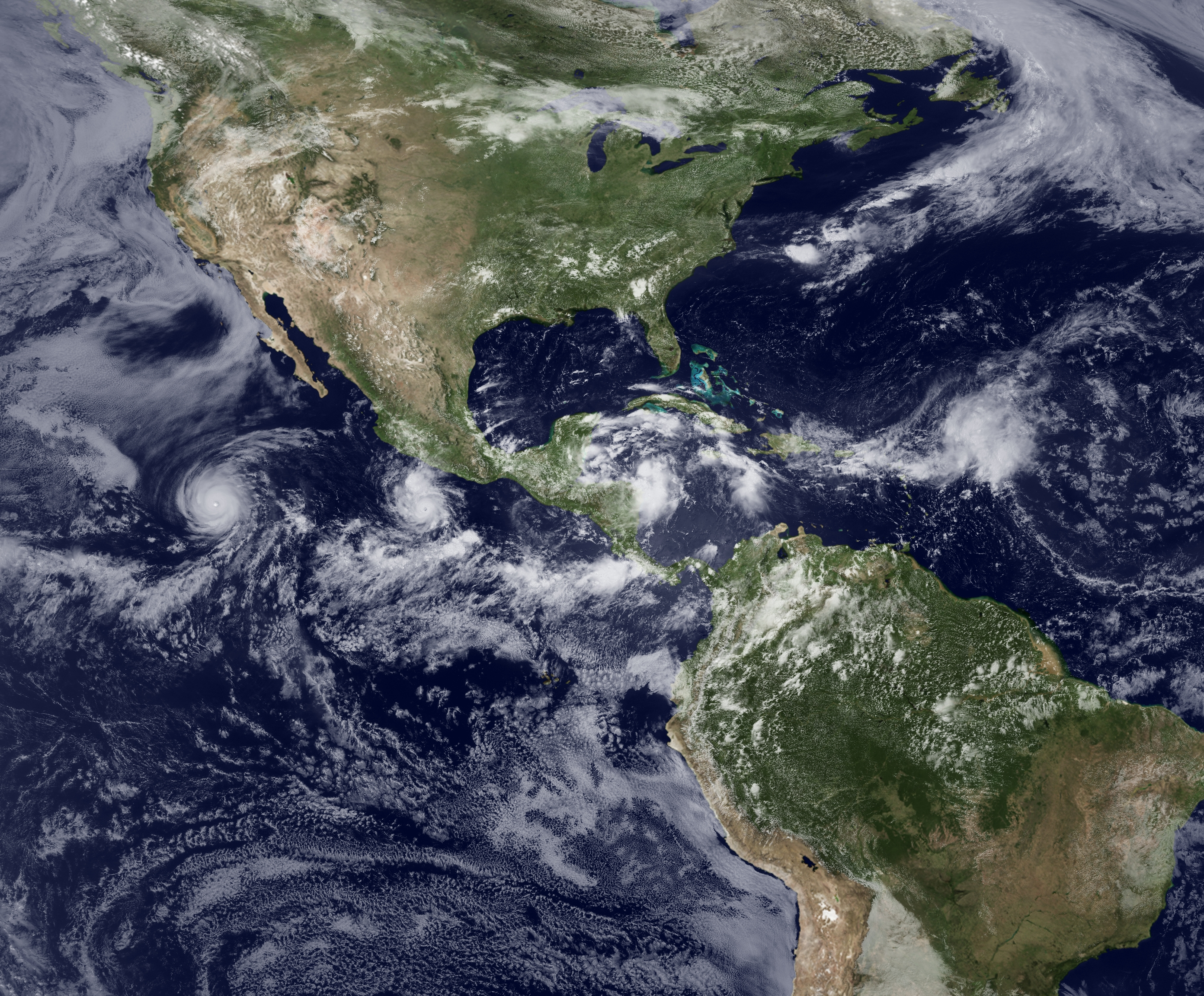
Über dem Westatlantik, Mittelamerika und dem Ostpazifik können in der ITC auch Stürme entstehen, die an spiralförmigen Wolkenfeldern erkennbar sind (siehe auch Hurrican), allerdings nur außerhalb der Äquatorialzone, wo die Corioliskraft wirken kann

Während Luftmassen parallel zur Erdoberfläche durch lokale Druckunterschiede in Bewegung gesetzt werden und entsprechend immer von einem Hochdruck- zu einem Tiefdruckgebiet strömen, wird der vertikale Transport der Luftmassen durch temperaturbedingte Unterschiede in der Dichte angetrieben. Die von der aufgeheizten Erdoberfläche erwärmten Luftmassen werden also nicht von einem Hochdruckgebiet verdrängt und angetrieben, sondern haben selber das Bestreben aufzusteigen und hinterlassen dabei ein Tiefdruckgebiet an der Erdoberfläche, welches wiederum oberflächennahe Luft aus anderen Regionen nachsaugt.
In der Höhe fließt die Luft seitlich (d. h. nach Norden und Süden) ab. In der Folge der Ausdehnung, des Aufsteigens und seitlichen Abfließens der Luftmassen in großer Höhe sinken sowohl die Luftdichte als auch der Luftdruck in Bodennähe stark ab. Dadurch bildet sich eine den gesamten Globus umspannende Zone stabiler Tiefdruckgebiete sehr großen Ausmaßes, sowohl vertikal als auch horizontal, die als Tiefdruckrinne bezeichnet wird.
Da sich Luftdruckunterschiede durch Massenströme ausgleichen, fließen unten horizontal von Norden und Süden her Luftmassen nach, was man als Konvergenz bezeichnet. Horizontale Luftbewegungen bezeichnet man als Wind. Durch die innertropische Konvergenz entstehen die Passatwinde, die in Richtung und Stärke relativ konstant sind.
Durch die Corioliskraft, eine Scheinkraft, werden die Passatwinde auf der Nordhalbkugel und auf der Südhalbkugel in ihrer Bewegungsrichtung abgelenkt, weshalb die resultierenden Winde, die Passate, sowohl auf der Nord- als auch auf der Südhemisphäre eine Ostkomponente besitzen (Nordostpassat und Südostpassat). Durch die starke Konvektion hat die Troposphäre in der ITC ihre größte Höhe und die Tropopause liegt ebenfalls höher.
Im Bereich der ITC wirkt ferner die Walker-Zirkulation, die u. a. für das El-Niño-Phänomen mitverantwortlich ist. Allerdings herrscht in der äquatorialen Tiefdruckrinne häufig Windstille, weshalb das Passieren der Kalmen für die segelnden Seefahrer früherer Zeiten problematisch war, während sie sich in der Passatzone auf konstante Winde verlassen konnten. Die innertropische Konvergenzzone bildet sich im Bereich der größten Erwärmung der Erdoberfläche. Daher folgt sie dem Zenitstand der Sonne mit einer Verzögerung von knapp einem Monat.

## Jahreszeitliche Verlagerung
Der Zenit der Sonne verläuft breitenkreisparallel und verlagert sich im Jahresgang. Nur in den Tropen kann die Sonne während ihres mittäglichen Höchststandes genau senkrecht über einem stehen (im Zenit) und das auch nur zu bestimmten Zeiten des Jahres. Da sich die Erde auf einer Umlaufbahn um die Sonne bewegt und ihre Rotationsachse in einem Winkel von 23,5° geneigt ist, verändert sich die Position des Zenitstandes fortlaufend. Während der Tagundnachtgleiche um den 19. bis 21. März steht die Sonne über dem gesamten Äquator im Zenit. Während der nördlichen Sommersonnenwende am 21. Juni steht sie über dem nördlichen Wendekreis im Zenit. Während der zweiten Tagundnachtgleiche um den 22. bis 24. September befindet sich der Zenitstand ein zweites Mal im selben Jahr über dem Äquator. Während der Wintersonnenwende am 21. Dezember erreicht er den südlichen Wendekreis. Dieses Wandern des Zenitstands der Sonne hat weitreichende Auswirkungen auf die thermische Luftzirkulation und die Verlagerung des gesamten Passatkreislaufs im Jahresgang.

Ursachen der Verlagerung der ITC
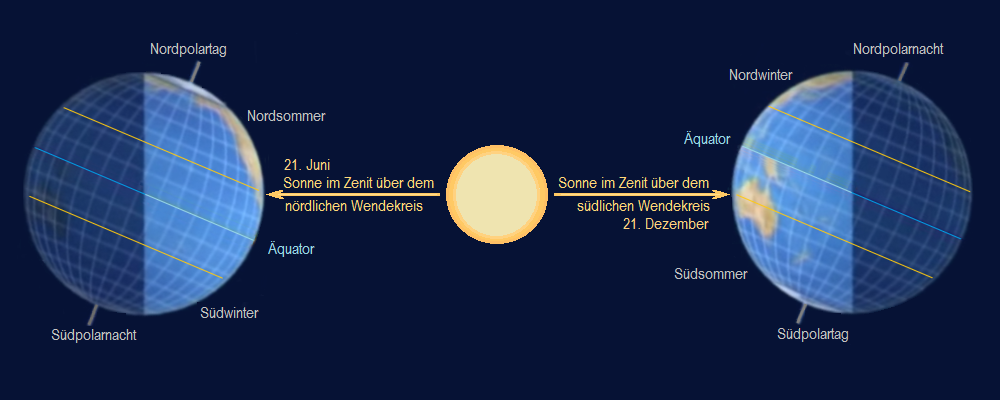
Zenitstand der Sonne heliozentrisch
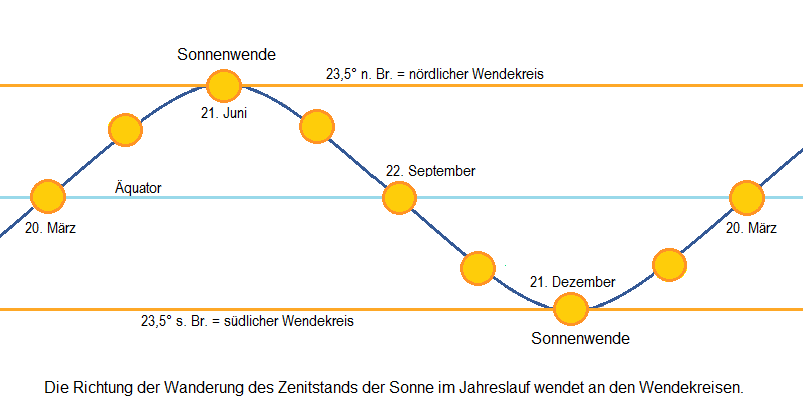
Die Wanderung des Zenitstandes der Sonne im Jahresgang
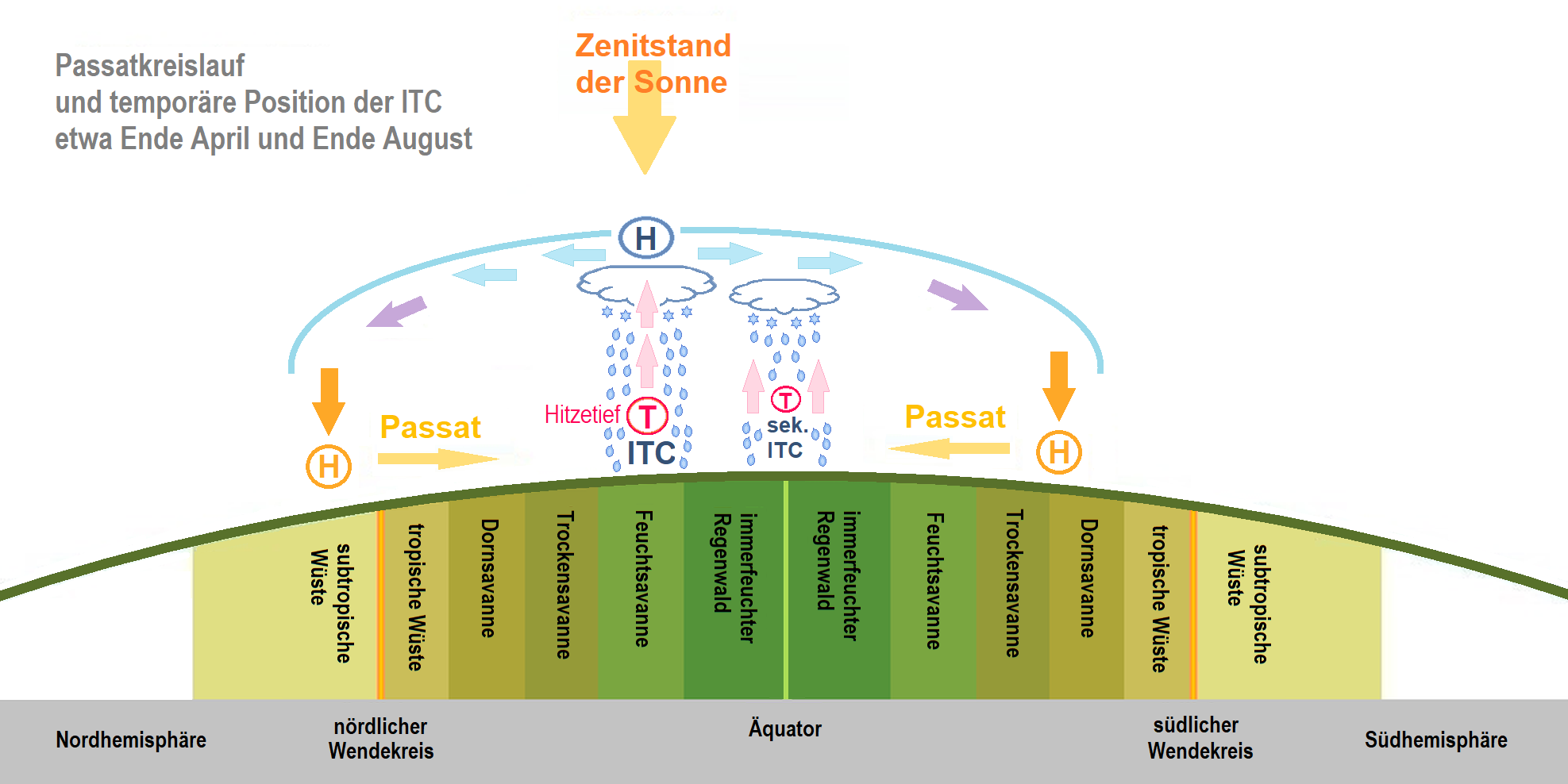
Stark überhöhtes Schema: Passatkreislauf und die Lage der ITC etwa Ende April und Ende August
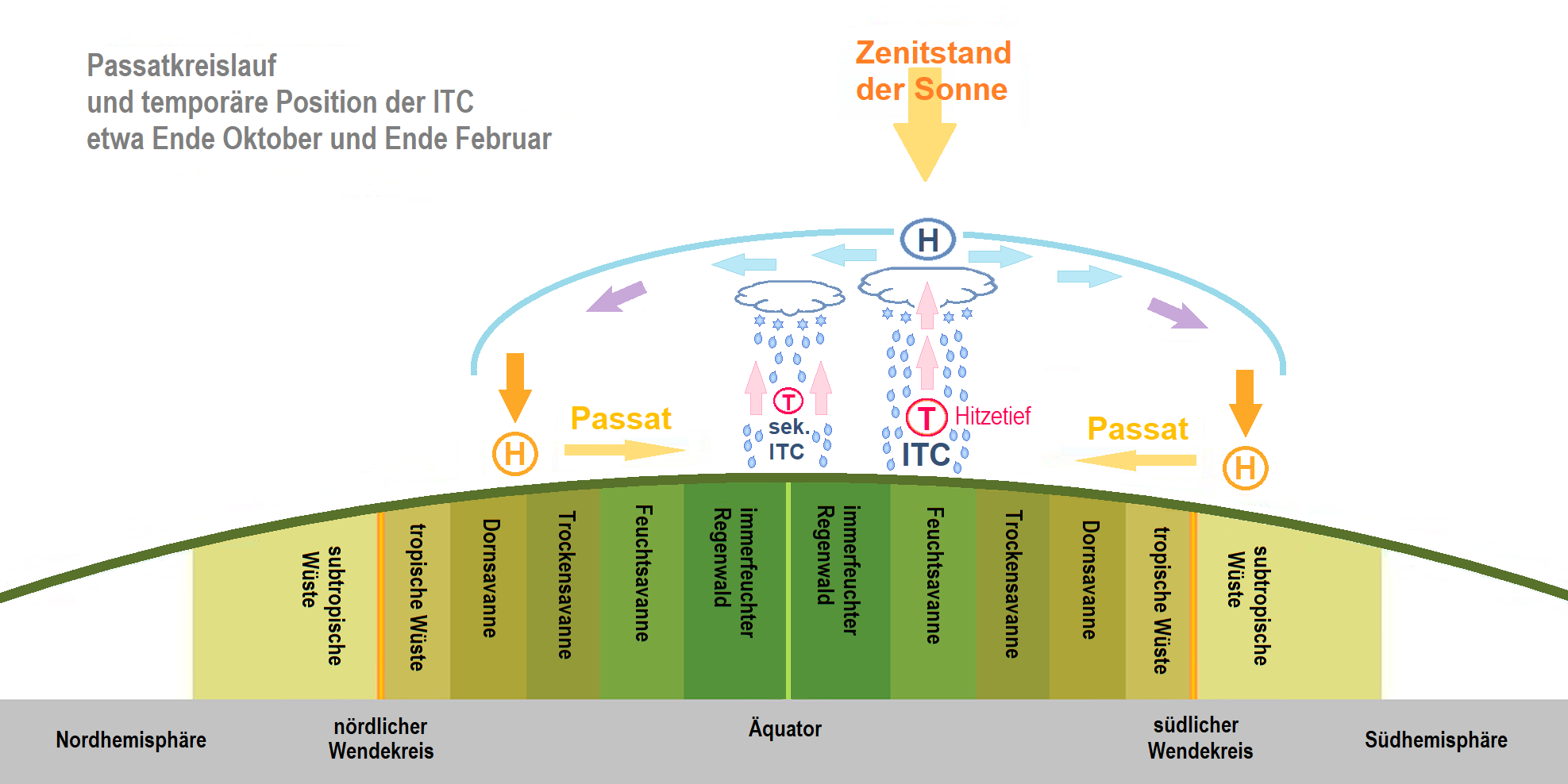
Stark überhöhtes Schema: Passatkreislauf und die Lage der ITC etwa Ende Oktober und Ende Februar. Siehe auch Regenzeiten.

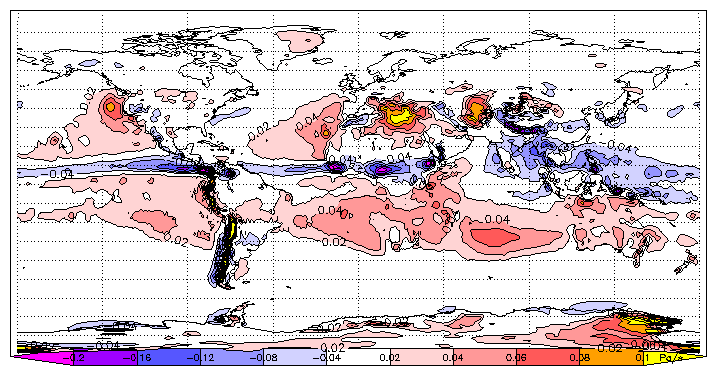
Vertikale Luftbewegungen bei 500 hPa, Durchschnittswerte im Juli. Aufsteigende Luftmassen (negative Werte) konzentrieren sich nahe dem Band der höchsten Sonneneinstrahlung (solarer Äquator).

Landflächen werden durch die Sonneneinstrahlung stärker erwärmt als Meeresflächen und geben daher in den Monaten, in denen der Zenitstand der Sonne über sie hinweg wandert, wesentlich mehr Wärmeenergie an die Luft ab. Die unterschiedliche Erwärmung von Land- und Meeresflächen beeinflusst das Ausmaß der Verlagerung der ITC im Jahresverlauf stark. Die ungleiche Verteilung der Landflächen auf der Erde bewirkt, dass die mittlere Lage der ITC sich bei ungefähr 5° nördlicher Breite befindet. Über dem Atlantischen Ozean verschiebt sie sich im Jahresverlauf nur um wenige Grade, über Südamerika jedoch vor allem im Südsommer deutlich, wegen der südwärts gelegenen größeren Landmasse und entsprechend liegen dort die Regenzeiten. Da der Indische Ozean auf drei Seiten von großen Landmassen umgeben ist, ist die Verschiebung über dem sich daraus ergebenden asiatisch-afrikanischen Monsungebiet besonders ausgeprägt. Nördlich von Indien wird wegen der Wirkung des Himalaya und des Hochlands von Tibet nach Norden hin sogar der nördliche Wendekreis überschritten.
Der Verlauf der ITC und seine jahreszeitliche Änderung beeinflussen somit auch die Klimazonierung. Ohne den Einfluss der Landmassen würde die Zonierung der Klimazonen deutlich stärker einem breitenkreisparallelen globalen Gürtelmuster ähneln.
Wenn die ITC den Äquator überschreitet und sich nach dem 21. März nach Norden sowie nach dem 23. September nach Süden verlagert, entsteht durch die Verdunstung der reichen Zenitalniederschläge in den Regenwaldgebieten in der Äquatorialzone eine sekundäre ITC.

## Auswirkungen

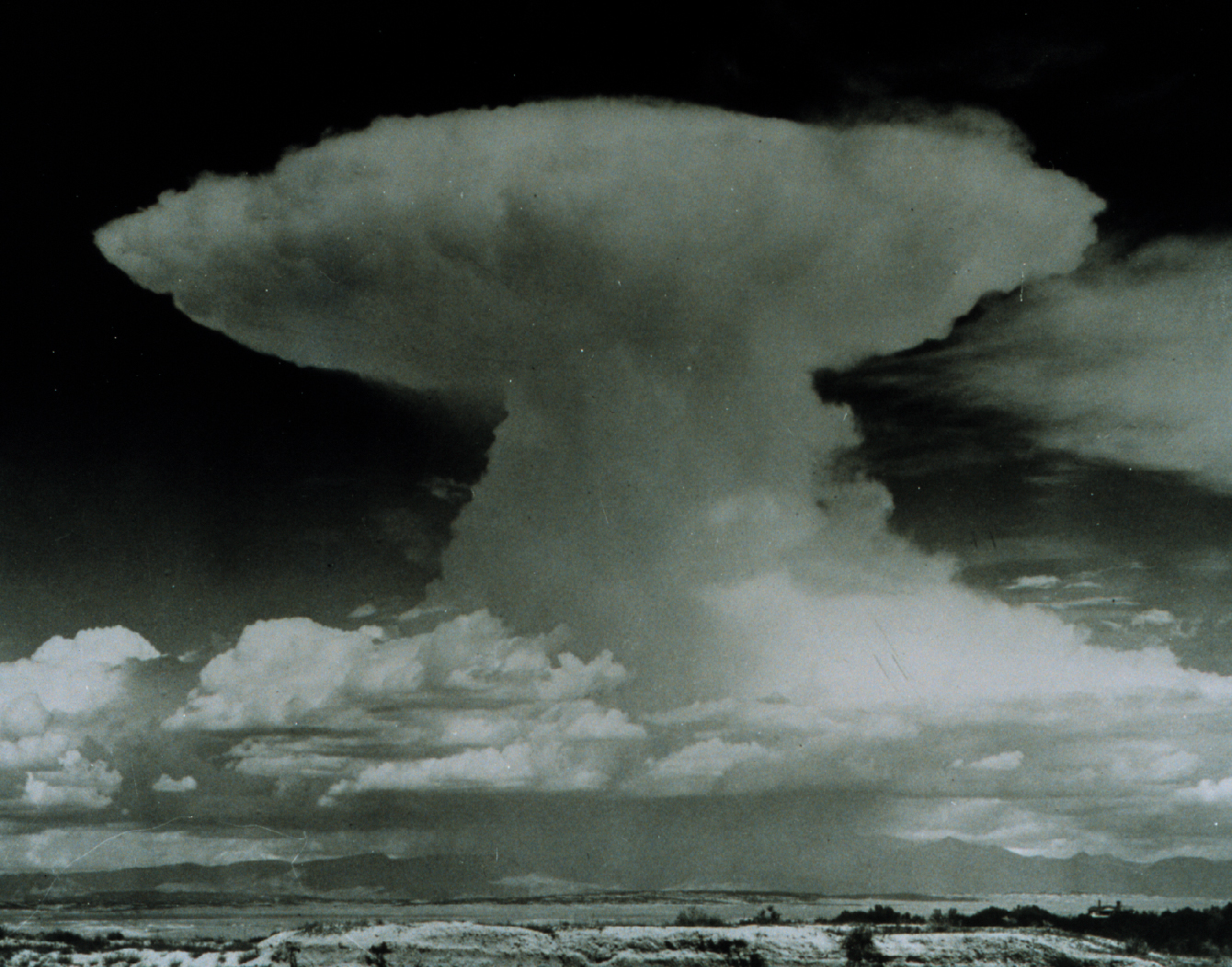
Cumulonimbuswolke

Durch die vertikal aufsteigenden feuchten Luftmassen kommt es zu starken Wolkenbildungen (Cumulonimbus), wolkenbruchartigen Schauern und Gewittern. Da die feuchte Luft mit ihrem hohen Gehalt an gasförmigem Wasserdampf beim Aufstieg in sehr große Höhen stark abkühlt, sinkt ihre Wasserdampfkapazität fortschreitend. Die relative Luftfeuchtigkeit nimmt dabei immer weiter zu. Wird der Taupunkt unterschritten, kommt es zur Kondensation. Dabei wird die Kondensationsenthalpie frei, die den Aufstieg der Luftmassen noch zusätzlich beschleunigt. Die Kondensation des Wasserdampfs bringt aufgrund der Ausmaße der Konvektionsströmung enorme Mengen flüssigen Wassers hervor, was zu starken Regenfällen führt. Sowohl die Zenitalregen in den immerfeuchten und wechselfeuchten Tropen als auch die fast ganzjährigen Mittagsregen in den immerfeuchten Tropen sind Gewitterregen.

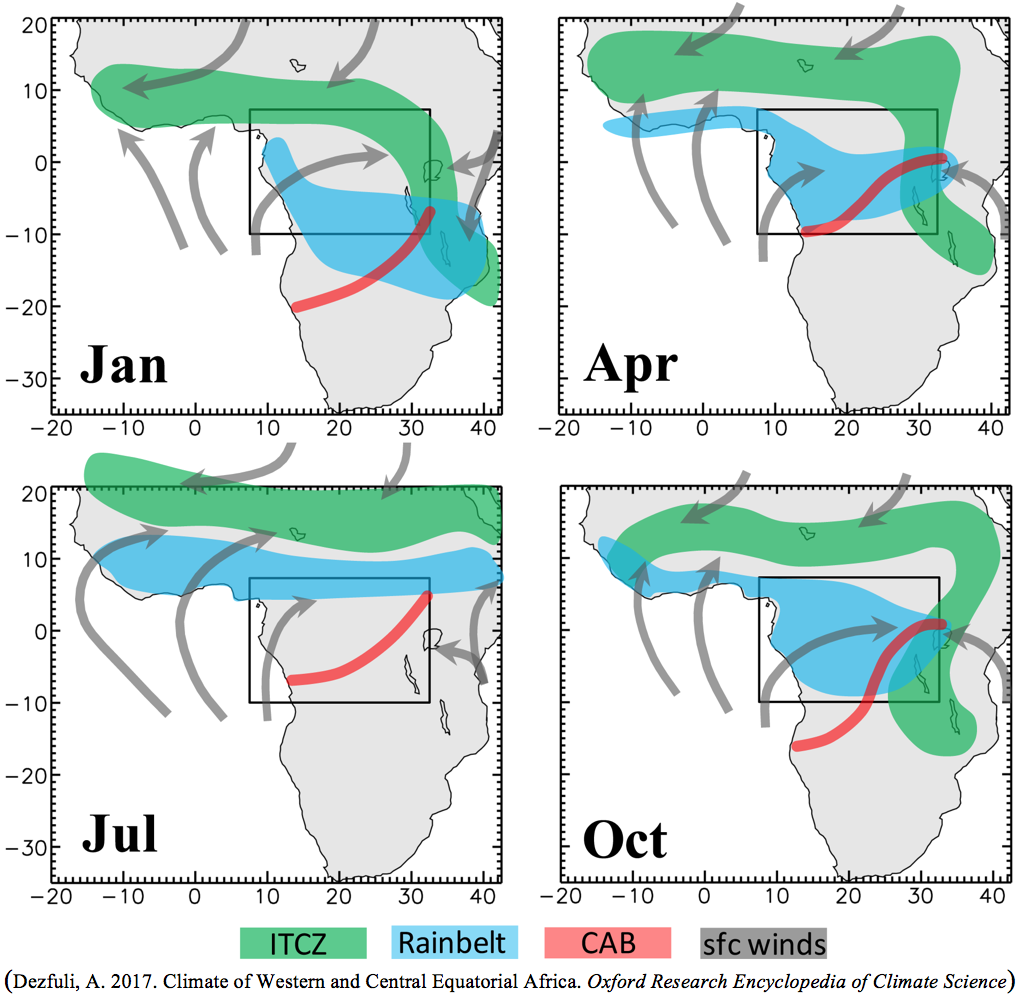
Saisonale Verschiebungen der Innertropischen Konvergenzzone (ITCZ), Congo air boundary (CAB), Tropische Regenzone (Rainbelt) und vorherrschende Winde an der Erdoberfläche (sfc winds) (adaptiert nach Dezfuli 2017). Das Schema zeigt, dass die Regionen mit den höchsten Regenfällen über kontinentalen Erdmassen nicht deckungsgleich mit der Konvergenzzone sind.

## Saisonale Regenfälle
Saisonale Regenfälle in den Tropen richten sich nach der jahreszeitlichen Verschiebung der innertropische Konvergenzzone. Nur über den Ozeanen folgen die Regenfälle jedoch unmittelbar der Konvergenzzone. Über den kontinentalen Landmassen führen zusätzliche regionale Einflussfaktoren wie atmosphärische Starkwindbänder und Wellenbewegungen, Nähe zu den Ozeanen, von Geländesprüngen hervorgerufene Konvektion, Luftfeuchte-Zirkulation und Variationen in Landbedeckung und Albedo zu Abweichungen.